# Corb marí de Macquarie
El corb marí de Macquarie (Leucocarbo purpurascens) és un ocell marí de la família dels falacrocoràcids (Phalacrocoracidae) sovint considerat una subespècie de Leucocarbo atriceps, que habita l'illa Macquarie.